# Săgeata
Săgeata è un comune della Romania di 5 203 abitanti, ubicato nel distretto di Buzău, nella regione storica della Muntenia.
Il comune è formato dall'unione di 7 villaggi: Banița, Beilic, Bordușani, Dîmbroca, Găvănești, Movilița, Săgeata.